# 琉璃石斑鱼
琉璃石斑鱼（学名：Epinephelus poecilonotus）为輻鰭魚綱鱸形目鱸亞目鮨科石斑鱼属的鱼类。分布于印度西太平洋區，從紅海、東非至斐濟，北起日本海域，棲息深度45-375公尺，體長可達65公分，為底棲性魚類，屬肉食性，可做為食用魚。该物种的模式产地在長崎、日本。

## 扩展阅读
維基物種上的相關：琉璃石斑鱼